# اجک (کمیک)
اِیجَک (به انگلیسی: Ajak) یک شخصیت خیالی در کتاب‌های کامیک آمریکایی منتشر شده توسط مارول کامیکس است. این کاراکتر به دست جک کربی خلق شده و در جاودانگان شماره ۲ام (اوت ۱۹۷۶) معرفی شد. او یک اترنالز به‌شمار می‌رود، عضوی از نژادی جاودانه باستانی و بسیار قدرتمند در دنیای مارول، و همچنین یکی از اعضای گروهان خدایان به عنوان ابرقهرمان و ابرشرور حضور دارد. جدا از کتاب‌های کامیک، شرکت مارول از ایجک در دیگر کالاهای خود از جمله پوشاک، اسباب‌بازی، ورق بازی، انیمیشن‌های تلویزیونی و بازی‌های رایانه‌ای استفاده کرده است.
در دنیای سینمایی مارول، سلما هایک هنرپیشه مکزیکی در فیلم اترنالز (۲۰۲۱) وظیفه بازی در این نقش را بر عهده دارد.